# Adrian Gerber
Adrian Gerber (* 23. Mai 1983 in Langnau im Emmental) ist ein ehemaliger  Schweizer Eishockeyspieler, der seine gesamte Karriere bei den SCL Tigers in der National League A verbracht hat.

## Karriere
Adrian Gerber begann seine Karriere als Eishockeyspieler in seiner Heimatstadt in der Nachwuchsabteilung der SCL Tigers, für deren Profimannschaft er in der Saison 2001/02 sein Debüt in der Nationalliga A gab. In seinem Rookiejahr blieb er in zwei Spielen punkt- und straflos. In der Folgezeit wurde der Angreifer einer der Führungsspieler bei seinem Heimatverein SCL Tigers, für den er seit seinem Profidebüt spielt. Parallel kam er zudem gelegentlich zu Einsätzen in der zweitklassigen Nationalliga B für den EHC Visp und den EHC Basel.
Nach der Saison 2016/17 erhielt Gerber keinen neuen Vertrag von den SCl Tigers, beendete seine Karriere und arbeitet seither im Marketingbereich des Klubs.

## Erfolge und Auszeichnungen
- 2015 Meister der National League B mit den SCL Tigers

## Karrierestatistik
(Legende zur Spielerstatistik: Sp oder GP = absolvierte Spiele; T oder G = erzielte Tore; V oder A = erzielte Assists; Pkt oder Pts = erzielte Scorerpunkte; SM oder PIM = erhaltene Strafminuten; +/− = Plus/Minus-Bilanz; PP = erzielte Überzahltore; SH = erzielte Unterzahltore; GW = erzielte Siegtore; 1 Play-downs/Relegation; Kursiv: Statistik nicht vollständig)